# پتسکا، اوسچینا
پتسکا (صربی: Pecka}} یک منطقهٔ مسکونی در صربستان است که در Šumadija and Western Serbia واقع شده‌است.
 پتسکا  ۴۵۱ نفر جمعیت دارد و ۳۸۷ متر بالاتر از سطح دریا واقع شده‌است.